# Закон України «Про державну службу» (2015)
Закон України «Про державну службу» — Закон України, ухвалений 10 грудня 2015 року на заміну Законам 1993 і 2011 років.
Закон визначає принципи, правові та організаційні засади забезпечення публічної, професійної, політично неупередженої, ефективної, орієнтованої на громадян державної служби, яка функціонує в інтересах держави і суспільства, а також порядок реалізації громадянами України права рівного доступу до державної служби, що базується на їхніх особистих якостях та досягненнях.
Закон визначає державну службу як публічну, професійну, політично неупереджену діяльність із практичного виконання завдань і функцій держави, зокрема щодо:
1. аналізу державної політики на загальнодержавному, галузевому і регіональному рівнях та підготовки пропозицій стосовно її формування, у тому числі розроблення та проведення експертизи проєктів програм, концепцій, стратегій, проєктів законів та інших нормативно-правових актів, проєктів міжнародних договорів;
2. забезпечення реалізації державної політики, виконання загальнодержавних, галузевих і регіональних програм, виконання законів та інших нормативно-правових актів;
3. забезпечення надання доступних і якісних адміністративних послуг;
4. здійснення державного нагляду та контролю за дотриманням законодавства;
5. управління державними фінансовими ресурсами, майном та контролю за їх використанням;
6. управління персоналом державних органів;
7. реалізації інших повноважень державного органу, визначених законодавством.

## Історія прийняття
Від 1993 року в Україні діяв Закон про державну службу, який було ухвалено до прийняття Конституції незалежної України. До нього багато разів вносилися зміни. Текст цього Закону є відносно коротким, багато його положень давно були застарілими, неактуальними та об'єктивно потребували змін. Назріла реформа державної служби з усією необхідністю передбачала прийняття принципово нового закону.
За часів Януковича, 17 листопада 2011 року, був ухвалений новий Закон про державну службу. Набрання ним чинності постійно відтерміновувалося: на час прийняття планувалося, що Закон почне діяти з 1 січня 2013 року; згодом ця дата переносилася на 2014 рік, 2015 рік, 2016 рік. Це пояснювали відсутністю коштів для підняття зарплат державним службовцям, що має відбутися в силу нових положень.
Після Революції гідності почали розробляти принципово новий законопроєкт і Європейський Союз виділив на це фінансування. Відтак, проєкт № 2490 був унесений до парламенту 30 березня 2015 Прем'єр-міністром Арсенієм Яценюком за підтримки низки громадських організацій. Він передбачав прийняття цілком нового закону про держслужбу з одночасним скасуванням актів 1993 і 2011 років.
Законопроєкт 2490 отримав як схвальні, так і негативні відгуки експертів. Президент Петро Порошенко робив спроби відкликати його, мотивуючи це, нібито, думкою ЄС.
Урешті, Закон був прийнятий 10 грудня 2015 року; набрання ним чинності відбулося 1 травня 2016 року.

## Структура
Закон містить 92 статті у десяти розділах, а також об'ємний одинадцятий розділ «Прикінцеві та перехідні положення».
- Розділ I. Загальні положення
- Розділ II. Правовий статус державного службовця
- Розділ III. Управління державною службою
- Розділ IV. Вступ на державну службу
  - Глава 1. Загальні умови вступу на державну службу
  - Глава 2. Порядок проведення конкурсу на зайняття вакантної посади державної служби
  - Глава 3. Призначення на посаду державної служби
- Розділ V. Службова кар'єра
- Розділ VI. Оплата праці, заохочення і соціальні гарантії
- Розділ VII. Робочий час і час відпочинку державного службовця. Відпустки
- Розділ VIII. Дисциплінарна та матеріальна відповідальність державних службовців
  - Глава 1. Службова дисципліна
  - Глава 2. Засади дисциплінарної відповідальності
  - Глава 3. Матеріальна відповідальність державних службовців
- Розділ IX. Припинення державної служби
- Розділ X. Особливості проходження державної служби в окремих державних органах. Патронатна служба
- Розділ XI. Прикінцеві та перехідні положення.

## Суттєві нововведення
— виведення за межі держслужби політичних посад та посад патронатної служби, а також посад працівників, які виконують функції з обслуговування та допоміжні функції;
— політичну неупередженість держслужбовців;
— запровадження посад керівників держслужби в державних органах, Державного секретаря Кабінету Міністрів та державних секретарів міністерств;
— системну класифікацію посад державної служби в залежності від характеру та обсягу повноважень державних службовців, їх кваліфікації та професійної компетентності;
— єдині умови вступу на державну службу шляхом проведення відкритого конкурсу;
— створення Комісії з питань вищого корпусу державної служби;
— запровадження щорічного оцінювання результатів діяльності держслужбовця (замість наявної тоді атестації та щорічної оцінки), результати якого впливатимуть на розмір призначеної держслужбовцю премії та виявлення рівня його професійної компетентності;
— нові підходи до оплати праці держслужбовців шляхом збільшення посадового окладу в структурі зарплати;
— систему дисциплінарної відповідальності держслужбовців з вичерпним переліком підстав для накладення стягнень;
— встановлення вичерпного переліку підстав для припинення державної служби та ін..
Державні службовці будуть призначатися за конкурсом, а можливість міністрів впливати на кадрову політику міністерства суттєво обмежується. Із семи категорій держслужбовців залишиться лише три: «А», «Б» і «В». Надбавки можуть становити не більше ніж 30 % від заробітної плати. 70 % отримуваних грошей становитиме посадовий оклад (до того було навпаки).